# Света Параскева Дексиина
„Света Параскева“ (на гръцки: Αγία Παρασκευή) е възрожденска православна църква в южномакедонския град Бер (Верия), Егейска Македония, Гърция. Храмът е част от енория „Свети Георги“. 

## История
Построен е вероятно в XVIII век, но датировката е трудна, тъй като в него не са запазени стенописи. Представлява трикорабен храм със скатен покрив. Към началото на XXI век е в руини.